# Gare d'Arnex
La gare d'Arnex est une gare ferroviaire située sur le territoire de la commune suisse d'Arnex-sur-Orbe dans le canton de Vaud.

## Situation ferroviaire
Établie à 552,43 mètres d'altitude, la gare d'Arnex est située au point kilométrique 27,56 de la ligne de Cossonay-Penthalaz à Vallorbe, entre les gares de La Sarraz (en direction de Lausanne) et Croy-Romainmôtier (vers Vallorbe).
Elle est dotée de deux voies bordées par deux quais latéraux.

## Histoire
La gare d'Arnex a été mise en service en 1870 en même temps que l'inauguration de la ligne de Cossonay-Penthalaz à Vallorbe. Le bâtiment voyageurs date quant à lui de 1896 et l'annexe du bâtiment voyageurs de 1900.

## Service des voyageurs

### Accueil
Gare des CFF, elle dispose d'un bâtiment voyageurs et d'un automate pour l'achat de titres de transport. Un passage souterrain sous les voies permet de circuler entre les deux quais.
À proximité directe de la gare se situe également un parc relais de 21 places dédié au stationnement des automobiles.
La gare n'est pas accessible aux personnes à mobilité réduite.

### Desserte
La gare fait partie du réseau RER Vaud qui assure des liaisons rapides à fréquence élevée dans l'ensemble du canton de Vaud. Arnex est desservie chaque heure par les lignes S3 et S4 qui relient Vallorbe et/ou Le Brassus (pour la ligne S4) à Aigle, voire Saint-Maurice.

### Intermodalité
La gare d'Arnex est en correspondance à l'arrêt Arnex, gare avec les lignes interurbaines CarPostal no 681 et no 682 reliant respectivement la gare d'Yverdon-les-Bains à la gare d'Arnex via Orbe,.